# فاوستو آکه
فاوستو آکه (انگلیسی: Fausto Acke؛ ۲۳ مه ۱۸۹۷ – ۱۴ مه ۱۹۶۷) ژیمناست هنری اهل سوئد بود.
وی در مسابقات کشوری و بین‌المللی در مجموع برندهٔ ۱ مدال طلا شده‌است.